# Jekatierina Aleksiejewa
Jekatierina Nikołajewna Aleksiejewa (ros. Екатерина Николаевна Алексеева; ur. 1889, zm. 1988) – radziecka działaczka muzyczna, śpiewaczka, Zasłużony Pracownik Kultury RFSRR (1966).
Ukończyła Państwowy Instytut Sztuki Teatralnej (1926) i Konserwatorium Moskiewskie (1929). W latach 1929-31 była solistką Teatru Bolszoj, od 1931 występowała na koncertach i w radiu. W latach 1936-38 była zastępcą dyrektora Instytutu Naukowo-Badawczego w Konserwatorium Moskiewskim, a w latach 1938-84 dyrektorem Muzeum im. N. Rubinsteina w tym konserwatorium (od 1943 - Państwowe Centralne Muzeum Kultury Muzycznej im. M. Glinki). Autorka prac z zakresu rosyjskiej kultury muzycznej, twórczości kompozytorów .